# Chant VII du Paradis
Le Chant VII du Paradis est le septième chant du Paradis de la Divine Comédie du poète florentin Dante Alighieri. Il se déroule dans le ciel de Mercure où résident respectivement les âmes de ceux qui ont recherché la gloire et les honneurs terrestres, nous sommes dans l'après-midi du 13 avril 1300 ou du 30 mars 1300.

## Thèmes et contenus

### Le Doute de Dante:  versets 1-24

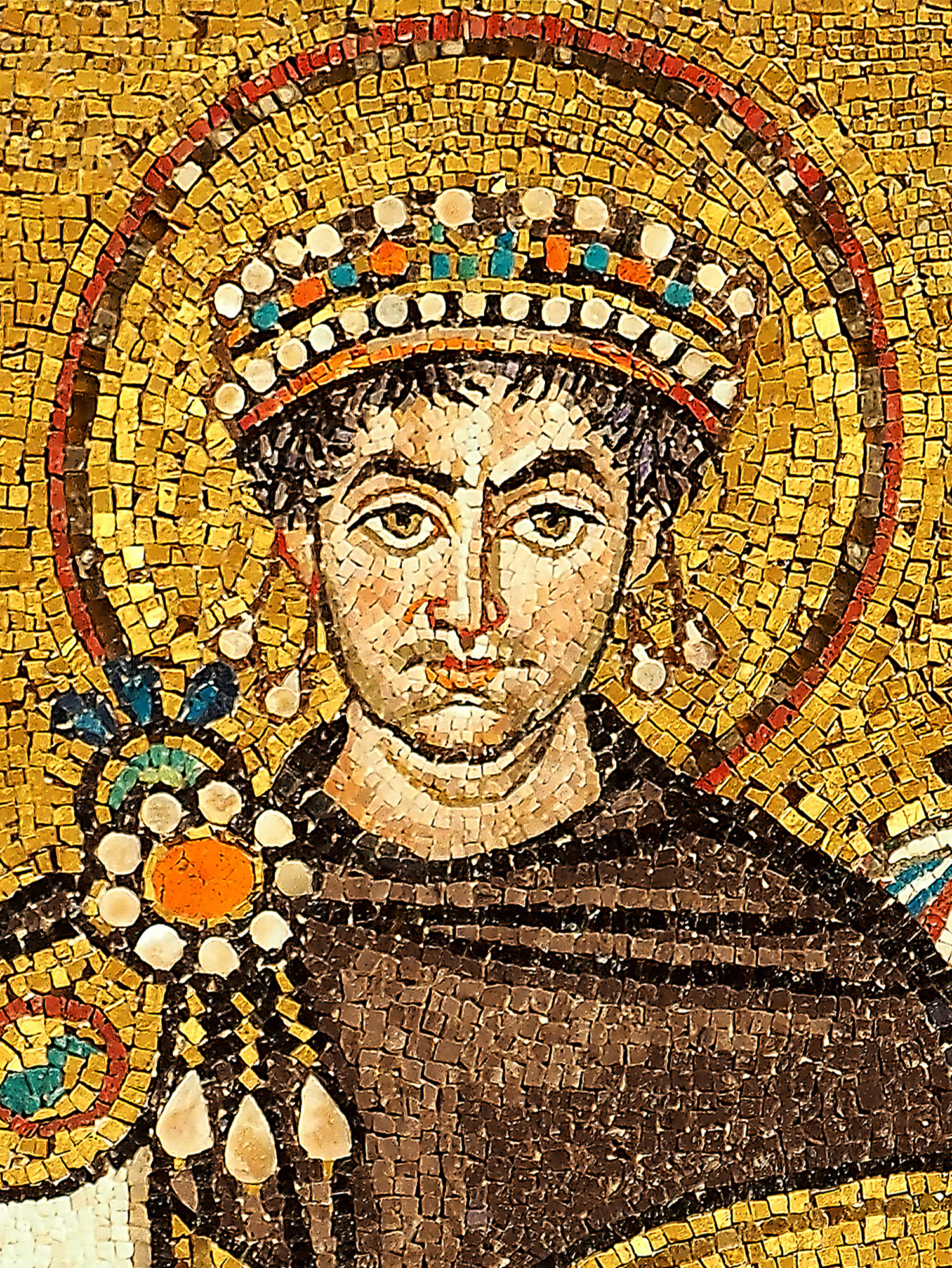
Portrait de Justinien, basilique Saint-Vital de Ravenne.

Justinien, ayant terminé son discours, entonne une louange au Dieu des armées et avec les autres bienheureux il s'éloigne.
Dante est tourmenté par un doute qu'il n'ose pas révéler à Béatrice ; il s'y exhorte à plusieurs reprises (Dille, dille !) mais, en raison de la révérence qui le domine, il ne se décide pas de parler. Béatrice a deviné la question du poète, à savoir comment le châtiment (la destruction de Jérusalem) d'un acte juste (la passion et la mort du rédempteur), (versets 92-93) du chant précédent, a pu être juste, et elle commence à expliquer, promettant de dissiper tout doute.

### Doctrine de l'Incarnation et de la Passion: versets 25-120

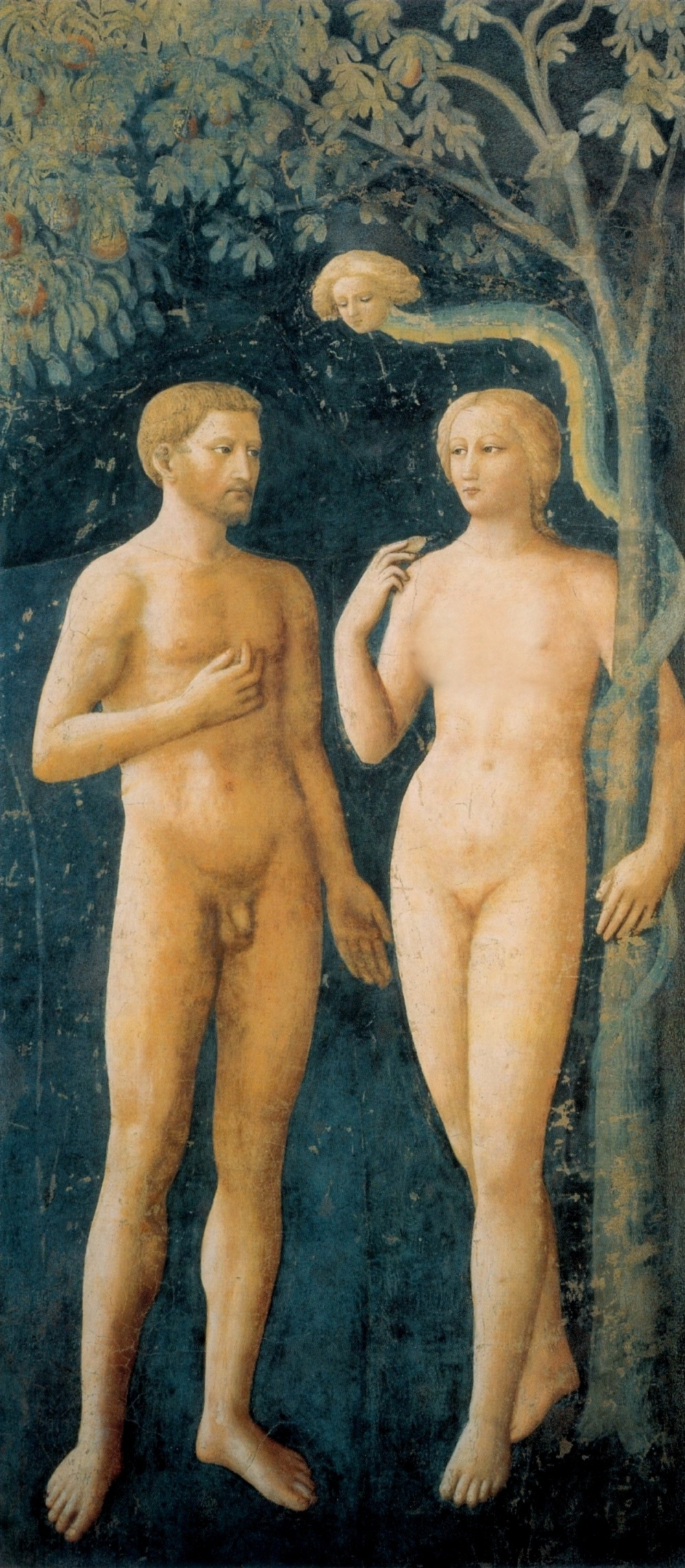
La Tentation d'Adam et Eve, fresque de Masolino da Panicale, Chapelle Brancacci, Florence.

Béatrice commence par rappeler qu'Adam a condamné par son péché non seulement lui-même mais tous ses descendants, c'est-à-dire l'humanité, qui est restée sous le poids du péché jusqu'à ce que le Verbe divin, c'est-à-dire la deuxième personne de la Trinité, descende dans la nature humaine, unissant la nature humaine et la nature divine en une seule personne (Jésus-Christ). La nature humaine était originellement bonne, mais elle avait abandonné la voie du bien puisque, par le péché, elle s'était exclue de la perfection du Paradis terrestre. Si, par conséquent, on la considère par rapport à la gravité du péché commis par la nature humaine, la peine de la croix a été juste ; si cette peine est considérée par rapport à la personne divine (Jésus) à laquelle elle a été infligée, aucun acte n'a jamais été aussi injuste. Il est donc arrivé qu'un seul acte ait une double signification : il a satisfait à la fois Dieu et les Juifs. À ce stade, Dante ne doit plus trouver les paroles de Justinien incompréhensibles. Cependant, un autre doute peut naître en lui (Béatrice le pressent) : comment se fait-il que Dieu ait voulu que la rédemption de l'humanité se fasse de cette manière ? La compréhension n'est possible que pour ceux qui ont un esprit mûr et une foi ardente, sinon, la spéculation est plus une source de confusion qu'autre chose.
Béatrice s'étend longuement sur la manière dont la « bonté divine » imprime ses dons (immortalité, liberté, ressemblance avec Dieu) aux créatures, d'autant plus que celles-ci sont semblables à Dieu (intelligences angéliques, âme rationnelle de l'homme). Si la créature perd cette dignité originelle par le péché, elle ne peut plus la retrouver, à moins de compenser sa culpabilité par des châtiments proportionnels. La nature humaine, avec le péché d'Adam, a péché dans sa totalité et n'avait que deux moyens de retrouver sa condition perdue : soit un acte de pure clémence de la part de Dieu, soit une compensation due par l'homme.
Après avoir établi ces deux points, Béatrice développe son argumentation, démontrant tout d'abord que l'homme n'aurait jamais pu réparer le péché d'Adam en se rendant aussi humble que l'avait été son géniteur. L'intervention de Dieu était donc nécessaire avec « ses propres voies  » (verset 103). Et pour mieux manifester sa bonté, il a voulu adopter à la fois la miséricorde et la justice pour racheter l'homme. La générosité de Dieu en se donnant (en la personne du Christ) était plus grande que s'il avait simplement pardonné à l'homme  et aucune autre façon de le racheter n'aurait été juste (c'est-à-dire proportionnelle à la culpabilité) si le fils de Dieu lui-même ne s'était pas humilié.

### Corollaires doctrinaux: versets 121-148
Le Chant VII se termine par une explication de Béatrice sur la corruptibilité des éléments générés par des causes secondes et l'incorruptibilité de ce qui est directement créé par Dieu. L'âme végétale et animale, le principe vital des êtres vivants est le résultat de la combinaison des quatre éléments et n'est donc pas directement créée par Dieu. Ce qui découle directement de Dieu, comme l'âme rationnelle de l'homme est éternel, car lorsqu'il est créé, il conserve l'empreinte de la main divine : nous en déduisons également la vérité sur la résurrection des corps, étant donné que le corps humain a été créé directement par Dieu.

## Analyse

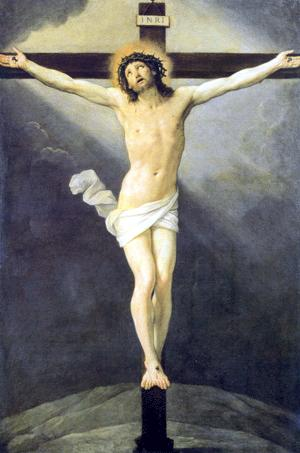
Guido Reni, Crucifixion.Galleria Estense, Modène.

Le Chant VII est occupé presque entièrement (du verset 19 à la fin) par les paroles de Béatrice, « qui assume encore une fois la fonction de maîtresse de la vérité ». Pour répondre au profond doute de Dante, elle développe un ample exposé  qui suit les modes de la leçon médiévale, « selon un procédé constant et découvert de réduction du particulier à l'universel, de l'historique au méta-historique, du naturel au surnaturel »..
À travers les paroles de Béatrice, Dante expose de manière exhaustive sa conception de l'histoire humaine entrelacée avec l'histoire du salut, ou ce que l'on appelle habituellement l'interprétation providentielle de l'histoire. Le point clé réside dans la double valeur de la Passion du Christ, comme l'indiquent les versets 46-48. Quant à la raison pour laquelle Dieu a voulu que le « péché ancien » soit racheté par la mort de Jésus-Christ (le doute n'est pas exprimé directement par Dante, mais pressenti par Béatrice), c'est un mystère incompréhensible pour tout esprit humain qui ne s'est pas affiné dans l'ardeur mystique. Néanmoins, Béatrice poursuit l'argumentation, exhortant à un moment donné Dante à pénétrer hardiment dans l'abîme / de l'etterno consiglio (versets 95-96) pour reconnaître que tutti li altri modi erano scarsi / a la giustizia, se 'l Figliuol di Dio / non fosse umiliato ad incarnarsi (traduction littérale : « Toutes les autres voies étaient pauvres / en justice, si le Fils de Dieu / ne s'humiliait pas pour s'incarner. ») (versets 118-120).
La tendance didactique se poursuit dans la dernière digression sur la doctrine de la création, avec la distinction entre les entités créées directement par Dieu (comme les anges et l'âme intellectuelle de l'homme), qui sont incorruptibles et les entités créées indirectement, qui sont corruptibles. La chair humaine est donc corruptible et ce n'est qu'en vertu de la rédemption opérée par le Christ qu'elle a retrouvé la condition immortelle qui était propre aux géniteurs dans le Paradis terrestre et qui se manifestera au jour du Jugement dernier.
Le langage du chant est d'un registre élevé en accord avec la logique de la démonstration et est riche en figures rhétoriques qui soulignent les concepts et les passages du raisonnement. Par exemple, dans les versets 20-21, l'apparente contradiction des termes vengeance juste/punition ressort (soulignée par l'enjambement) et dans les versets 46-48, les trois oppositions un acte/des choses différentes, Dieu/Juifs, la terre a tremblé/les cieux se sont ouverts donnent un maximum d'évidence au noyau conceptuel du raisonnement.